# 2025年京津冀强降雨
2025年7月京津冀強降雨，發生於2025年7月23日至29日左右。當時中國華北地區持續出現暴雨，中華人民共和國首都北京市及其周边的河北省、天津市北部遭遇暴雨灾害，北京市密云區等地降水量超500毫米，此次降雨累计雨量大、极端性突出，北京密云、河北兴隆等地降雨量突破常年全年水平，引发山洪、泥石流、城市内涝等次生灾害，中华人民共和国北部的直接经济损失超千亿元，基础设施损毁严重，超30万人受灾，10余万人紧急转移安置。此次強降雨受到2025年颱風竹節草間接影響。
本次强降雨有至少64人死亡，39人失联。其中，由于安全措施不到位，北京市有44人死亡，全部于北京市密云区一养老院内，另有9人失联。河北省滦平县共计16人死亡，22人失联。天津因灾死亡4人，失踪8人，主要集中在蓟州区山洪灾害中。
中共中央總書記習近平和國務院總理李強分別下達指示和批示要求地方和有關部門做好救災工作。国家防总办公室、应急管理部部署防汛救灾工作，並拿出3.5亿元中央自然灾害救灾资金救災。7月29日，中国移动宣布为北京用户提供为期一个月的免费北斗卫星短信服务，可在户外无网络信号时收发应急短信。8月5日，中央財政再下達10.15億元人民幣，支持受災地區加快恢復農業生產。

## 伤亡

### 北京市
截至2025年7月31日，北京已有至少44人丧生，另有9人失联，8万余人被疏散，多处通信设施损坏。受此影响，部分列車停運。而在披露的丧生人员情况中，位於密雲區的太师屯镇一家養老中心有31人遇難。

### 河北省
承德市滦平縣出現山体滑坡，致8人死亡、4人失联，兴隆县有8人遇难、18人失联，其中河北兴隆“北京山谷”项目因山洪导致3人遇难、4人失联。

### 天津市
截至7月31日，天津因灾死亡4人，失踪8人，主要集中在蓟州区山洪灾害中。

## 时间线
2025年7月26日上午，华北北部、东北地区、江南东部及云南等地部分地区出现大到暴雨、局地大暴雨，北京怀柔和密云局地特大暴雨 。25日8时至26日6时，陕西中北部、山西北部、河北北部、北京北部、内蒙古中东部偏南地区、辽宁北部、吉林中部、黑龙江南部及浙江、福建中东部、广东西部、广西东部、云南、四川盆地西部等地部分地区出现大雨或暴雨，局地大暴雨，北京怀柔和密云局地特大暴雨（254~321毫米）。17时，河北省水利厅和河北省气象局联合发布山洪灾害气象风险预警，预计承德(围场满族蒙古族自治县)等地局地发生山洪灾害可能性很大(红色预警)；张家口(赤城县、宣化区、下花园区、蔚县、阳原县、怀安县、涿鹿县、丰宁满族自治县、隆化县)发生山洪灾害可能性大(蓝色预警)；保定(涞源县、涞水县)、承德(滦平县、双滦区、承德县)、张家口(桥东区、桥西区、万全区、崇礼区、张北县、沽源县、尚义县、怀来县、经开区)发生山洪灾害可能性较大(黄色预警)；保定(阜平县、唐县、易县)、承德(双桥区)可能发生山洪灾害，其他地区也可能因局地短历时强降水引发山洪灾害。
7月27日8时至28日8时，内蒙古东南部、陕西东北部、山西北部、河北中西部和北部、北京中北部和西南部、辽宁西部和北部、吉林中东部、黑龙江东北部以及云南西南部、福建中南部、江西西部和南部、湖南东部、广东东部、台湾岛等地的部分地区有大到暴雨，其中，北京东北部和西南部、河北中西部、云南西南部等地局地有大暴雨（100~150毫米），上述部分地区伴有短时强降水（最大小时降雨量20~50毫米，局地可超过80毫米），局地有雷暴大风等强对流天气。4时30分，滦河潘家口水库入库流量达2270立方米每秒，水位猛涨，这是今年以来全国范围内大江大河首次出现编号洪水，编号为“滦河2025年第1号洪水”。从26日8时到27日16时，河北、北京、内蒙古、山西、陕西、云南、新疆等地31条河流发生超警以上洪水，最大超警幅度从0.05米~3.48米。水利部针对北京市已启动洪水防御Ⅳ级应急响应，并派出专家组赴洪水的防御一线协助指导。
当日强降雨突袭天津蓟州区，当地爆发了有水文记录70年来的最大山洪，造成泃河沿线13个村庄进水。7月27日20时至28日20时，山西中北部、河北中北部、北京、天津北部、辽宁西部和北部、吉林东部等地的部分地区仍有大到暴雨，其中河北中北部和东北部、北京南部和北部、天津北部等地的局部地区有大暴雨，上述地区发生山洪灾害可能性很大 。
7月28日下午6点，中央电视台发布暴雨橙色预警。27日晚以来，北京普降大雨，其中密云、平谷降下大暴雨，最大降雨量达到290.5毫米。北京市中午升级发布暴雨红色预警。中午开始，密云水库加大下泄流量，并紧急组织对下游沿岸村庄群众转移安置。截至14点，北京全市共转移安置人员30391人。在怀柔区琉璃庙镇西湾子村，强降雨导致群众被困，武警救援人员徒步穿越山林，挺进村庄，一对一护送百余名受困群众，分批向山下安全区域转移。受强降雨影响，密云、怀柔、延庆等地的电力、通信等设施不同程度受损，相关部门全力展开抢修，三地的162个通信基站已抢通，近15000户居民用电基本恢复。
河北大部降雨天气持续，其中承德、唐山、秦皇岛、保定等地有80多个站点雨量达到大暴雨级别。国家防灾减灾救灾委员会对河北启动国家四级救灾应急响应。国家发展改革委紧急安排中央预算内投资5000万元，支持河北做好暴雨洪涝灾害灾后应急恢复。
天津蓟州区出现降雨过程，部分山区降雨量超过200毫米，全区共转移安置5600多人，景区景点、农家院及民宿全部临时关闭。水利部会商调度显示，当前海河流域出现持续涨水，（滦河）洪水干流潘家口水库已启动泄洪。
北京市气象台12时升级发布暴雨红色预警信号，预计28日20时至29日7时，该市大部分地区6小时降雨量达150毫米以上，个别点可达300毫米以上，山区及浅山区出现山洪、泥石流、滑坡等灾害的风险极高，低洼地区可能出现严重积水，需注意防范。14时30分左右，市水务局与市气象局升级发布山洪灾害橙色预警，预计28日14时至29日8时，该市密云、平谷、怀柔发生山洪灾害可能性很大，其他山区发生山洪灾害可能性大，需注意防范山洪灾害 。傍晚18时左右，市防汛办提示28日20时全面启动防汛一级应急响应，全市企事业单位密切关注预警，除保障城市基本运行外，“原则上居家办公，少外出，确保安全。”
北京市因灾死亡30人，气象部门对山西北部、内蒙古中部以及整个京津冀区域发布了短时强降水、雷电大风的多重预警。
7月29日18时，河北全省受灾人口35.6万人，累计紧急转移安置4.4万人，农作物受灾面积达7.2万公顷。防汛抢险救灾急需的帐篷、折叠床、防潮垫等首批省级救灾物资1.8万件已于上午全部调拨到位。本轮强降雨过程致使河北省保定、石家庄、张家口、承德、唐山市的38县（市、区）403个乡（镇）遭受洪涝灾害；从29日0点左右，超长的锋面降雨从内蒙向东向南横扫华北，北京、河北东北部和中部、山西中北部、山东西北部遭遇大到暴雨，北京东北部和河北接壤的地方遭遇特大暴雨，河北南部、河南北部出现分散性短时强降水，伴有雷暴大风或冰雹等强对流天气。
7月30日-8月3日，整体上华北、东北等地降雨天气仍在持续，副热带高压影响雨带变化 ，期间京津冀地区依旧处于降雨影响范围，存在不同程度降水以及可能伴随的次生灾害隐患等情况。
8月4日，中央气象台10时发布暴雨橙色预警，预计8月4日14时至5日14时，青海东部、甘肃中东部、陕西关中、内蒙古中东部、山西中东部、京津冀、辽东半岛南部、河南北部、山东西北部、广西中东部、广东、香港、澳门、福建南部、云南西部、台湾岛等地部分地区有大到暴雨，其中，北京西南部和北部、天津南部、河北中南部、福建东南部、广西东部、广东中北部和东部沿海、香港等地部分地区有大暴雨，河北南部、广西东部、广东中北部和东部沿海等地局地特大暴雨（250~350毫米），上述部分地区伴有短时强降水（最大小时降雨量20~50毫米，局地可超过80毫米），局地有雷暴大风等强对流天气。
13时，北京全市升级发布暴雨红色预警信号，本次最强降雨集中时段在8月4日18时至5日5时，该期间部分地区6小时降雨量可达150毫米以上，个别点200毫米以上 。上午9时15分，门头沟区首先发布了暴雨红色预警。上午10时，在门头沟永定镇地处低洼地带的一个工地家属院第一时间转移安置群众共89人，其中最小的是3个月，最大的是87岁。截至8月4日14时，门头沟区共转移人员13774人。